# Gabriele Münter
Gabriele Münter (Berlín, Alemanya, 19 de febrer de 1877 - Murnau am Staffelsee, [actual Alemanya], 19 de maig de 1962) fou una pintora alemanya relacionada amb el grup d'artistes expressionistes Der Blaue Reiter ('El genet blau'), una de les poques pintores del moviment expressionista alemany.

## Vida
Gabriele Münter va estudiar piano al llarg de la seva joventut. I quan tenia 21 anys, morts els seus pares, també va tenir oportunitat de viatjar amb la seva germana a Missouri, Texas i Arkansas, on va fer una interessant obra fotogràfica.
En tornar a Alemanya, al 1902 ingressà a l'Escola Phalanx d'Art de Múnic, on, durant un any, va començar a assistir a classes de natura morta i paisatge impartides pel pintor Vassili Kandinski, que era el director de l'escola. Tots dos van viure un romanç i van compartir el seu temps entre Múnic i el poble de Murnau, als Alps bavaresos, en una casa comprada per Mürter, que esdevindria punt de trobada dels artistes avantguardistes de moment.
L'any 1909, Münter va ser una de les fundadores del grup d'artistes avantguardistes Neue Künstlervereinigung ('Nova associació d'artistes'). Entre 1909 i 1910 va exposar obra seva a Múnic, al costat de Franz Marc i Kandinsky, però el 1911 tots tres van deixar el grup per formar l'associació rival, Der Blaue Reiter. Münter va exposar pintures en les exposicions del Blaue Reiter de 1911 i 1912, i les seves obres compartien la intensitat característica del color i l'expressivitat de la línia del grup expressionista. Entre les seves obres destacades figuren Retrat d'una dona jove (1909) i Núvol vermell (1911). Münter i Kandinski van acabar la seva relació cap al 1916. En el seu treball posterior Münter va utilitzar una paleta més moderada i va fer sovint retrats de dones.
Amb l'arribada dels nazis al poder se li prohibí exposar les seves obres i es veié forçosament retirada de la vida pública, però va continuar pintant fins a la seva mort. Durant la Segona Guerra Mundial havia amagat una vuitantena de quadres pertanyents al grup Der Blau Reiter i així, amb motiu del seu 80è aniversari, en va poder fer donació a la ciutat de Múnic. Gràcies a la seva iniciativa, l'expressionisme alemany, tan perseguit pel nazisme, que el titllava de depravat, va sobreviure a la destrucció.

## Reconeixement i memòria
La seva casa de Murnau am Staffelsee és avui dia un museu.

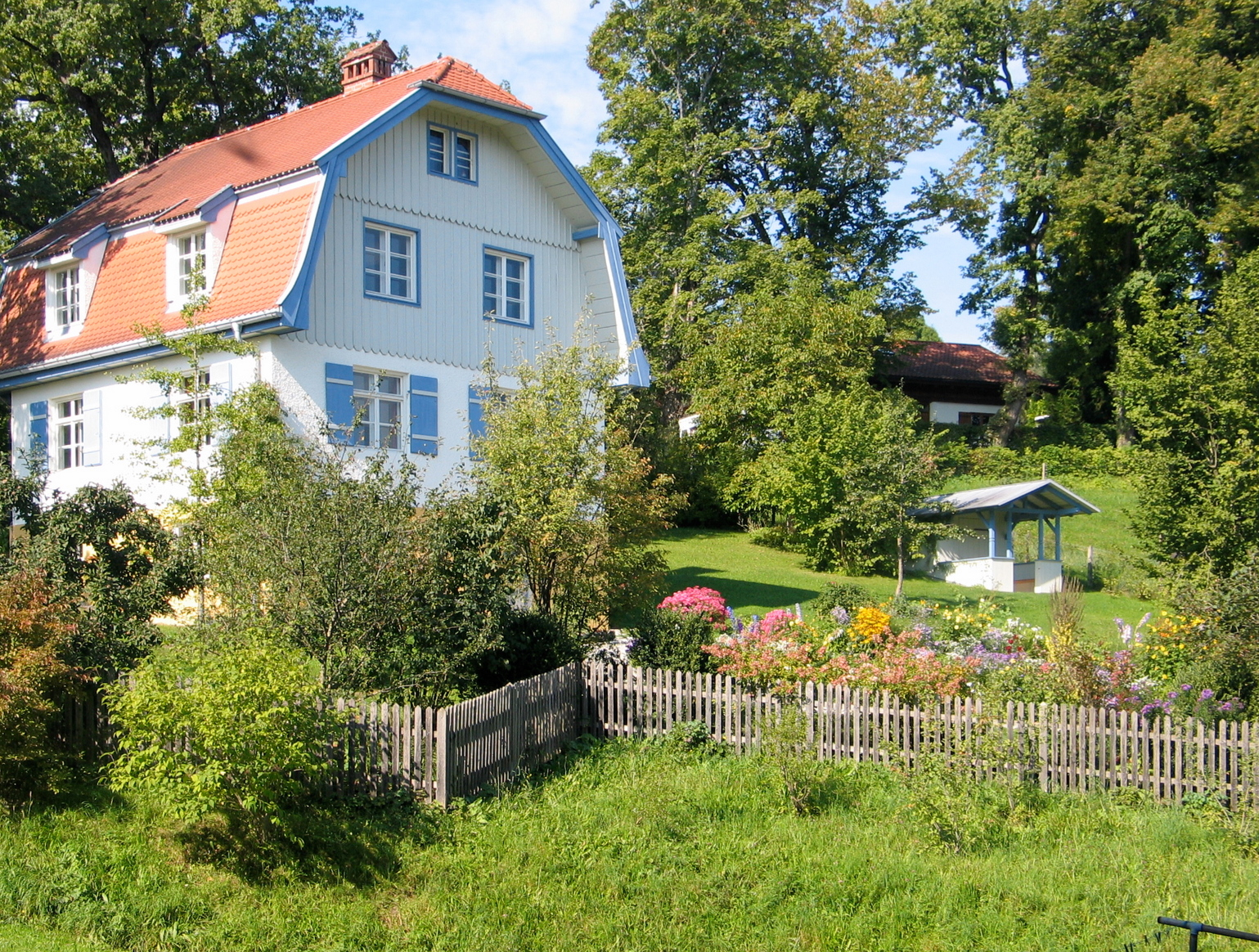
La casa de Gabriele Münter a Murnau, Baviera

Les obres de l'expressionisme alemany que va salvaguardar s'exhibeixen actualment a l'Städtische Galerie im Lenbachhaus, un museu i galeria d'art de Múnic, capital de Baviera.